# Lonán
Lonán est un prénom masculin irlandais.

## Étymologie
- Du vieil irlandais lon signifiant merle, suivi d'un diminutif.

## Variante
- Lonan (Angleterre)

## Source
- Tous les Prénoms celtiques d'Alain Stéphan - Éditions Jean-Paul Gisserot - Collection Terre des Celtes  (ISBN 2877473953)